# Stactobia freyi
Stactobia freyi är en nattsländeart som beskrevs av Nybom 1948. Stactobia freyi ingår i släktet Stactobia och familjen smånattsländor. Inga underarter finns listade i Catalogue of Life.